# Rachispoda hostica
Rachispoda hostica är en tvåvingeart som först beskrevs av Villeneuve 1917.  Rachispoda hostica ingår i släktet Rachispoda, och familjen hoppflugor. Arten är reproducerande i Sverige.